# Niron
Niron is een bestuurslaag in het regentschap Aceh Besar van de provincie Atjeh, Indonesië. Niron telt 506 inwoners (volkstelling 2010).